# کنستانتین و صلیب
کنستانتین و صلیب (انگلیسی: Constantine and the Cross) یک فیلم درام تاریخی محصول ۱۹۶۱ دربارهٔ زندگی اولیه امپراتور کنستانتین بزرگ است که ابتدا مسیحیت را در اوایل قرن چهارم قانونی و سپس پذیرفت. این فیلم داستانی تنها به اندازه نبرد پل میلویو در سال ۳۱۲ بعد از میلاد به زندگی او ادامه می‌دهد.